# Wintzenheim-Kochersberg
Wintzenheim-Kochersberg is een gemeente in het Franse departement Bas-Rhin (regio Grand Est) en telt 266 inwoners (2004).
De plaats maakt deel uit van het kanton Bouxwiller in het arrondissement Saverne. Tot 1 januari 2015 was het deel van het kanton Truchtersheim in het arrondissement Strasbourg-Campagne, die op die dag beide werden opgeheven.

## Geografie
De oppervlakte van Wintzenheim-Kochersberg bedraagt 1,9 km², de bevolkingsdichtheid is 140,0 inwoners per km².
De onderstaande kaart toont de ligging van Wintzenheim-Kochersberg met de belangrijkste infrastructuur en aangrenzende gemeenten.

## Demografie
Onderstaande figuur toont het verloop van het inwonertal (bron: INSEE-tellingen).